# Specie di Antennaria
Elenco delle specie di Antennaria:

## Elenco specie
A

Antennaria alpina

- Antennaria alpina (L.) Gaertn., 1791
- Antennaria alsinoides Greene, 1899
- Antennaria anacleta Greene, 1906
- Antennaria anaphaloides Rydb., 1900
- Antennaria arcuata Cronquist, 1950
- Antennaria argentea (Gray) Benth.
- Antennaria aromatica Evert, 1984

B
- Antennaria beringensis (V.V.Petrovsky) Barkalov, 1992
- Antennaria boecheriana A.E.Porsild, 1965

C

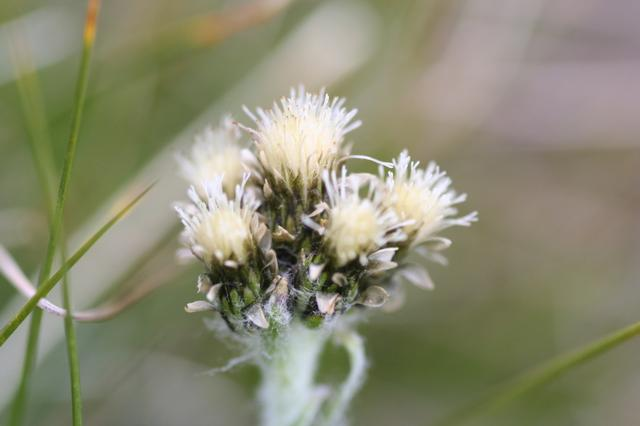
Antennaria carpathica

- Antennaria canescens (Lange) Malte, 1934
- Antennaria carpatica (Wahlenb.) Bluff & Fingerh., 1825
- Antennaria caucasica Boriss., 1960
- Antennaria chilensis J.Rémy, 1849
- Antennaria corymbosa E.E.Nelson, 1899

D

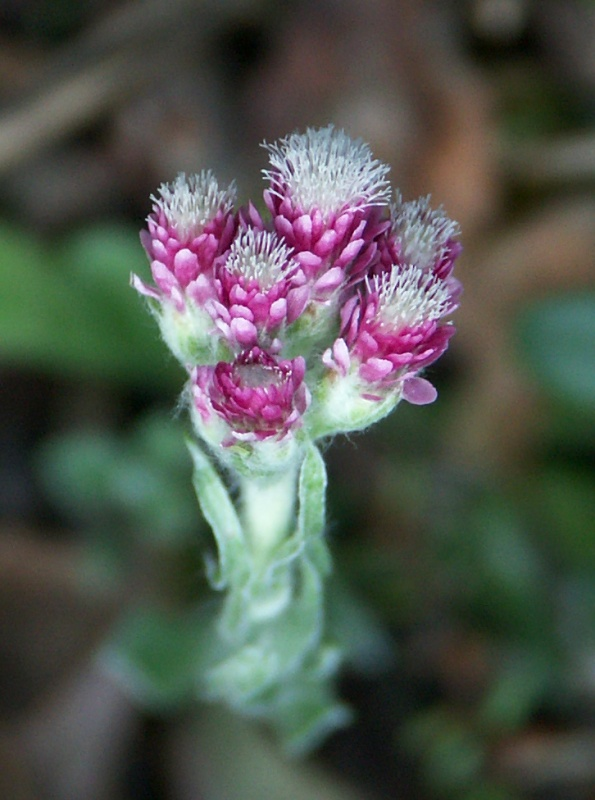
Antennaria dioica

- Antennaria densifolia A.E.Porsild, 1945
- Antennaria dimorpha (Nutt.) Torr. & A.Gray, 1843
- Antennaria dioica (L.) Gaertn.
- Antennaria dioiciformis Kom., 1930

E
- Antennaria erigeroides Greene, 1906

F
- Antennaria flagellaris (A.Gray) A.Gray, 1881
- Antennaria foenina H.S.Pak, 1999
- Antennaria foliacea Greene, 1898
- Antennaria friesiana (Trautv.) Ekman

G
- Antennaria geyeri A.Gray
- Antennaria gnaphalioides (Kunth) Standl., 1928

H
- Antennaria howellii Greene, 1897

I
- Antennaria insulensis H.S.Pak, 1999

L
- Antennaria lanata (Hook.) Greene, 1898
- Antennaria lanatula Chrtek & Pouzar, 1985
- Antennaria linearifolia Wedd., 1855
- Antennaria luzuloides Torr. & A.Gray, 1843

M
- Antennaria macounii Greene, 1898
- Antennaria marginata Greene, 1898
- Antennaria media Greene, 1899
- Antennaria microphylla Rydb., 1901
- Antennaria monocephala DC., 1838
- Antennaria monoica Wedd., 1856

N
- Antennaria neglecta Greene, 1897
- Antennaria nigritella H.S.Pak, 1999
- Antennaria nordhageniana Rune & Rønning, 1961

O
- Antennaria oblancifolia E.E.Nelson, 1900

P
- Antennaria parlinii Fernald, 1897
- Antennaria parvifolia Nutt., 1841
- Antennaria plantaginea R.Br., 1817

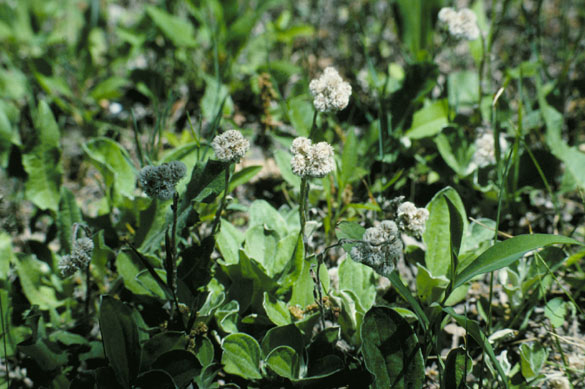
Antennaria plantaginifolia

- Antennaria plantaginifolia (L.) Richardson
- Antennaria propinqua Greene, 1899
- Antennaria pseudoarenicola V.V.Petrovsky, 1986
- Antennaria pulchella Greene, 1911
- Antennaria pulcherrima (Hook.) Greene, 1897

R
- Antennaria racemosa Hook.
- Antennaria rosea (D.C.Eaton) Greene, 1898
- Antennaria rosulata Rydb., 1897
- Antennaria rousseaui A.E.Porsild, 1949

S
- Antennaria sleumeri Cabrera, 1957
- Antennaria soliceps S.F.Blake, 1938
- Antennaria solitaria Rydb., 1897
- Antennaria stenophylla (A.Gray) A.Gray, 1881
- Antennaria suffrutescens Greene, 1898

U
- Antennaria umbrinella Rydb., 1897

V
- Antennaria virginica Stebbins, 1935

Z
- Antennaria zosonia H.S.Pak, 1999